# International Berkeley Society
Die International Berkeley Society (IBS) ist eine philosophische Gesellschaft, die sich der berkeleyschen Philosophie widmet und 1975 in den Vereinigten Staaten gegründet wurde. Sie veranstaltet internationale Berkeley-Konferenzen und gibt die Philosophiezeitschrift Berkeley Studies heraus.   Präsidenten waren Ray Houghton, Phillip Cummins (University of Iowa), Louis Alfonso (Rhode Island College), Ian Tipton (Swansea University)  und Stephen H. Daniel (seit 2006). Zu den Mitgliedern gehören und gehörten unter anderem Wolfgang Breidert (Deutschland), Katia Saporiti (Universität Zürich, die Schweiz), Geneviève Brykman (Frankreich, ehemalige Vizepräsidentin), Nancy Kendrick (Wheaton College, Vizepräsidentin von 2013), Colin Turbayne (USA), Robert G. Muehlmann (University of Western Ontario, Kanada), Timo Airaksinen (Universität Helsinki, Finnland, Vizepräsident von 2006 bis 2013), Roomet Jakapi (Estland), James Hill aus der Prager Universität (Tschechien), Miłowit Kuniński aus der Jagiellonen-Universität (Polen).